# Unione Sportiva Pro Vercelli 1999-2000
Questa pagina raccoglie le informazioni riguardanti l'Unione Sportiva Pro Vercelli nelle competizioni ufficiali della stagione 1999-2000.

## Divise e sponsor
| 1ª divisa | 2ª divisa |

## Rosa
| N. |                   | Ruolo | Calciatore               |
| -- | ----------------- | ----- | ------------------------ |
|    | Italia (bandiera) | P     | Luca Mordenti            |
|    | Italia (bandiera) | P     | Francesco Teti           |
|    | Italia (bandiera) | D     | Massimiliano Dal Compare |
|    | Italia (bandiera) | D     | Gianpaolo Motta          |
|    | Italia (bandiera) | D     | Ruben Garlini            |
|    | Italia (bandiera) | D     | Raffaele Panzanaro       |
|    | Italia (bandiera) | D     | Ferdinando Passariello   |
|    | Italia (bandiera) | D     | Massimiliano Rindone     |
|    | Italia (bandiera) | D     | Massimo Gallina          |
|    | Italia (bandiera) | D     | Scirè                    |
|    | Italia (bandiera) | C     | Fabio Barison            |

| N. |                   | Ruolo | Calciatore            |
| -- | ----------------- | ----- | --------------------- |
|    | Italia (bandiera) | C     | Luca Beghetto         |
|    | Italia (bandiera) | C     | Giacomo Ceredi        |
|    | Italia (bandiera) | C     | Claudio Col (CAP)     |
|    | Italia (bandiera) | C     | Roberto Cretaz        |
|    | Italia (bandiera) | C     | Roberto Fogli         |
|    | Italia (bandiera) | C     | Ruben Garlini         |
|    | Italia (bandiera) | C     | Alessandro Parente    |
|    | Italia (bandiera) | A     | Antonino D'Agostino   |
|    | Italia (bandiera) | A     | Giuseppe Giglio       |
|    | Italia (bandiera) | A     | Alessandro Provenzano |
|    | Italia (bandiera) | A     | Massimo Sala          |